# بيتر سميث (سياسي)
بيتر سميث هو سياسي كندي، ولد في 26 مايو 1877 في ستراتفورد في كندا، وتوفي بنفس المكان في 21 مايو 1934. حزبياً، نشط في United Farmers of Ontario ‏. وقد انتخب عضو برلمان مقاطعة أونتاريو عن دائرة Perth South (federal electoral district) ‏ (20 أكتوبر 1919 – 10 مايو 1923).